# Hucqueliers
Hucqueliers és un municipi francès situat al departament del Pas de Calais i a la regió dels Alts de França. L'any 2007 tenia 533 habitants.

## Demografia

### Població
El 2007 la població de fet de Hucqueliers era de 533 persones. Hi havia 194 famílies de les quals 52 eren unipersonals (24 homes vivint sols i 28 dones vivint soles), 53 parelles sense fills, 73 parelles amb fills i 16 famílies monoparentals amb fills.
La població ha evolucionat segons el següent gràfic:
Habitants censats

### Habitatges
El 2007 hi havia 245 habitatges, 209 eren l'habitatge principal de la família, 12 eren segones residències i 25 estaven desocupats. 231 eren cases i 12 eren apartaments. Dels 209 habitatges principals, 140 estaven ocupats pels seus propietaris, 56 estaven llogats i ocupats pels llogaters i 12 estaven cedits a títol gratuït; 11 tenien dues cambres, 32 en tenien tres, 45 en tenien quatre i 121 en tenien cinc o més. 124 habitatges disposaven pel capbaix d'una plaça de pàrquing. A 102 habitatges hi havia un automòbil i a 77 n'hi havia dos o més.

### Piràmide de població
La piràmide de població per edats i sexe el 2009 era:
| Homes | Edats   | Dones |
| ----- | ------- | ----- |
| 0     | 95 o +  | 0     |
| 0     | 90 a 94 | 0     |
| 4     | 85 a 89 | 4     |
| 4     | 80 a 84 | 4     |
| 4     | 75 a 79 | 12    |
| 8     | 70 a 74 | 24    |
| 36    | 65 a 69 | 24    |
| 4     | 60 a 64 | 4     |
| 8     | 55 a 59 | 0     |
| 28    | 50 a 54 | 24    |
| 4     | 45 a 49 | 24    |
| 28    | 40 a 44 | 24    |
| 16    | 35 a 39 | 16    |
| 12    | 30 a 34 | 16    |
| 20    | 25 a 29 | 4     |
| 0     | 20 a 24 | 12    |
| 20    | 15 a 19 | 24    |
| 20    | 10 a 14 | 12    |
| 16    | 5 a 9   | 12    |
| 4     | 0 a 4   | 4     |

## Economia
El 2007 la població en edat de treballar era de 334 persones, 226 eren actives i 108 eren inactives. De les 226 persones actives 200 estaven ocupades (111 homes i 89 dones) i 26 estaven aturades (14 homes i 12 dones). De les 108 persones inactives 31 estaven jubilades, 47 estaven estudiant i 30 estaven classificades com a «altres inactius».

### Ingressos
El 2009 a Hucqueliers hi havia 202 unitats fiscals que integraven 486 persones, la mediana anual d'ingressos fiscals per persona era de 15.687 €.

### Activitats econòmiques
Dels 46 establiments que hi havia el 2007, 1 era d'una empresa extractiva, 1 d'una empresa alimentària, 2 d'empreses de construcció, 11 d'empreses de comerç i reparació d'automòbils, 2 d'empreses de transport, 3 d'empreses d'hostatgeria i restauració, 3 d'empreses financeres, 1 d'una empresa immobiliària, 6 d'empreses de serveis, 14 d'entitats de l'administració pública i 2 d'empreses classificades com a «altres activitats de serveis».
Dels 14 establiments de servei als particulars que hi havia el 2009, 1 era una oficina d'administració d'Hisenda pública, 1 gendarmeria, 1 oficina de correu, 2 oficines bancàries, 1 taller de reparació d'automòbils i de material agrícola, 1 autoescola, 1 guixaire pintor, 1 fusteria, 2 perruqueries, 2 veterinaris i 1 restaurant.
Dels 6 establiments comercials que hi havia el 2009, 1 era una gran superfície de material de bricolatge, 1 una botiga de menys de 120 m², 1 una sabateria i 3 floristeries.
L'any 2000 a Hucqueliers hi havia 10 explotacions agrícoles que ocupaven un total de 630 hectàrees.

## Equipaments sanitaris i escolars
El 2009 hi havia 1 farmàcia i 1 ambulància.
El 2009 hi havia una escola elemental. Hucqueliers disposava d'un col·legi d'educació secundària amb 310 alumnes.

## Poblacions més properes
El següent diagrama mostra les poblacions més properes.